# König Yunan und der Arzt Duban

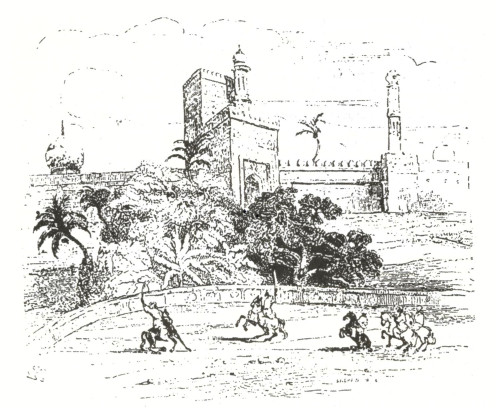
Holzschnitt von Friedrich Gross

König Yunan und der Arzt Duban ist ein Märchen aus Tausendundeine Nacht. Es steht in Claudia Otts Übersetzung als König Yunan und der Arzt Duban (Nacht 11–13, 16–17), bei Max Henning als Geschichte des Königs Yunân und des Hakîms Ruyân, bei Gustav Weil als Geschichte des griechischen Königs und des Arztes Duban.

## Inhalt
Keiner vermag König Yunans Aussatz zu heilen. Der Arzt Duban will es tun, ohne dass er etwas einnehmen oder einreiben muss. Er füllt Arzneien in einen Schläger und lässt den König damit Polo spielen und schwitzen. Es heilt, der Arzt darf beim König sitzen und wird beschenkt. Doch ein neidischer Wesir sagt dem König, der Arzt werde ihn töten.
Der König lässt den Arzt köpfen. Der weist ihn an, seinen abgeschlagenen Kopf auf ein weißes Pulver zu pressen. Der Kopf spricht, lässt den König aus einem alten Buch lesen. Die Seiten sind leer, verklebt und vergiftet. Erst stirbt der König, dann der Kopf.

## Einordnung

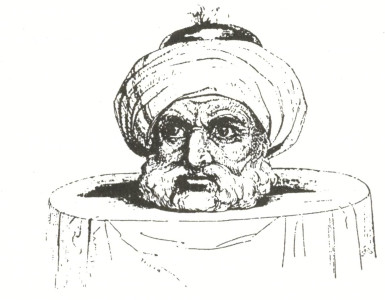
Holzschnitt von Friedrich Gross

Das Märchen erzählt der Fischer dem Geist in Der Fischer und der Dschinni. Die „Stadt Fars im Lande Suman“ ist vielleicht die iranische Provinz Fars, „Suman“ ein Phantasieland. Der „Aussatz“ kann freilich irgendein Hautausschlag sein. Er ist im Alten Testament oft eine Strafe (2 Makk 9,5 ). Polo kommt wirklich aus dem Orient.
Manch heutiger Leser mag bei dem vergifteten Buch an Der Name der Rose denken. Die Verbindung besteht insofern, als man Arzneien früher als Pulver in Papier aufbewahrte – vgl. Giambattista Basiles neapolitanisches Märchen Cannetella (aussätziger König auch in Rosella).

## Rezeption
Christoph Martin Wielands Verserzählung Schach Lolo (1778) nutzt die Geschichte als bittere Monarchensatire. Die Handlung ist weitgehend gleich. Allerdings scheint die Haut eher durch die körperliche Betätigung zu heilen. Der abgeschlagene Kopf lässt sich wieder aufsetzen. So kann er zuletzt dem Sterbenden seine Charakterlosigkeit vorhalten und fortgehen.
Kristine Tornquist schrieb Yunan und Duban als Oper, 2010. Wesir und König lesen das Urteil über sich zuletzt in dem vergifteten Buch.
Auch im Film Erotische Geschichten aus 1001 Nacht wird Prinz Yunan genannt. In der indischen Fernsehserie Alif Laila ist Hakeem Dobaan ki Kahaani Folge 15–18. In Sherazade – Geschichten aus 1001 Nacht kommt Dr. Duban in Folge 2–4 vor, Sultan Yunan in Folge 10 und 24.